# Ervin Dolgan
Ervin Dolgan ilegalno ime Janez, slovenski partizan in družbenopolitični delavec, * 13. april 1923, Ilirska Bistrica, † 2008.

## Življenje in delo
Ljudsko šolo je končal v domačem kraju. Leta 1937 je zbežal pred fašističnim preganjanjem v Ljubljano in postal mizarski vajenec ter se 1939 vključil v delavski sindikat, ki ga je določil, da je delal v pokrajinskem odboru SKOJa za Slovenijo. Član Komunistične partije Slovenije (KPS) je postal 1940. Ilegalno delo ga je večkrat vodilo v Prekmurje na Dolenjsko in Notranjsko. Ob napadu na Jugoslavijo se je prijavil v vojsko Kraljevine Jugoslavije. Po razsulu Jugoslavije se je večkrat sestal s primorskim beguncem Tonetom Tomšičem, ta ga je v soglasju s Centralnim komitejem KPS junija 1941 poslal na Primrsko, kjer je zelo hitro vzpostavil terenske odbore in pridobil zaupnikev vaseh okoli Pivke in Ilirske Bistrice pa vse tja do Reke, se nato vrnil v Jugoslavijo in od tam pripeljal nazaj na primorsko prve skupine partizanov. Ko je bil na poti na pokrajinsko konferenco primorskih aktivistov je padel v fašistično zasedo, bil ranjen in ujet ter odpeljan v reško bolnišnico. Jeseni 1942 je bil pred posebnim sodiščem v Rimu obsojen na 30 let ječe. Iz kaznilnice San Giminiano pri Sieni je 10. januarja 1944 skupaj še z nekaterimi tovariši pobegnil in se v Brkinih pridružil narodnoosvobodilni borbi kjer je bil med drugim sekretar oblastnega komiteja SKOJa za Primorsko in član Pokrajinskega komiteja SKOJ-a za Slovenijo. Po osvoboditvi je bil inštruktor CK KPS. V letih 1948−1958 pa je politično deloval na Primorskem, nato na republiškem svetu sindikatov, bil poslanec Ljudske skupščine Ljudske republike Slovenije, kasneje pa še na raznih položajih v gospodarstvu, nazadnje član Sveta republike. Leta 1947 je končal višjo partijsko šolo v Beogradu. Dolgan je nosilec partizanske spomenice 1941 in več drugih odlikovanj.
V knjigi Vstaja jugoslovanskih narodov je objavil memoarski zapis Začetki narodoosvobodilne borbe v Primorju (Ljubljana, 1965).

## Odlikovanja
- partizanska spomenica 1941
- red partizanske zvezde s puškama
- red zaslug za ljudstvo z zlatim vencem
- red zaslug za ljudstvo s srebrnimi žarki
- red za hrabrost
- red bratstva in enotnosti s srebrnim vencem